# San Raffaele Basket 2017-2018
Questa voce raccoglie le informazioni riguardanti il San Raffaele Basket nelle competizioni ufficiali della stagione 2017-2018.

## Stagione
Vinto il campionato di Serie B, nella stagione 2017-2018 il San Raffaele Basket ritorna in Serie A2 femminile. L'allenatore della squadra è Amedeo D'Antoni.
Il 19 gennaio viene promosso allenatore capo il vice Giorgio Russo.

## Verdetti stagionali
Competizioni nazionali
- Serie A2:

stagione regolare: 12º posto su 15 squadre (7-21);

## Rosa
|    | Naz.              | Ruolo | Sportivo            | Anno | Alt. |  |        |
| -- | ----------------- | ----- | ------------------- | ---- | ---- |  | ------ |
| 0  | Italia (bandiera) | P     | Federica Pompei     | 1998 | 162  |  |        |
| 3  | Italia (bandiera) | PG    | Valeria Giorgi      | 1997 | 168  |  |        |
| 4  | Italia (bandiera) | P     | Ilaria Salvagno     | 1997 | 170  |  |        |
| 5  | Italia (bandiera) | P     | Selene De Santis    | 1999 | 168  |  | [ 3 ]  |
| 7  | Italia (bandiera) | G     | Giulia Prosperi     | 1997 | 180  |  |        |
| 8  | Italia (bandiera) | G     | Michela Marchetti   | 1996 | 176  |  |        |
| 9  | Italia (bandiera) | PG    | Elena Russo         | 1988 | 175  |  |        |
| 11 | Italia (bandiera) | C     | Laura Gelfusa       | 1979 | 185  |  | (cap.) |
| 15 | Italia (bandiera) | C     | Queen Ezinne Nnodi  | 1989 | 186  |  |        |
| 16 | Italia (bandiera) | G     | Giulia Borghi       | 1999 | 183  |  |        |
| 18 | Italia (bandiera) | C     | Sara Zavagnini      | 1997 | 183  |  |        |
| 19 | Italia (bandiera) | G     | Eleonora Santulli   | 1996 | 176  |  |        |
| 20 | Italia (bandiera) | G     | Veronica Guerriero  | 1998 | 178  |  |        |
| 21 | Italia (bandiera) | PG    | Francesca Ballirano | 1997 | 165  |  |        |
| 23 | Italia (bandiera) | A     | Lavinia Santucci    | 1996 | 182  |  |        |
| 25 | Italia (bandiera) | A     | Valentina Barbieri  | 1998 | 180  |  |        |
| 25 | Italia (bandiera) | G     | Giulia Ciaccioni    | 1999 | 168  |  |        |
| 26 | Italia (bandiera) | G     | Martina Santulli    | 1998 | 176  |  |        |

## Mercato

### Sessione invernale
| Acquisti | Acquisti         | Acquisti     | Acquisti   |
| R.       | Nome             | da           | Modalità   |
| -------- | ---------------- | ------------ | ---------- |
| P        | Selene De Santis | Famila Schio | definitivo |

| Cessioni | Cessioni | Cessioni | Cessioni |
| R.       | Nome     | a        | Modalità |
| -------- | -------- | -------- | -------- |

## Statistiche

### Statistiche di squadra
| Competizione | Punti | In casa | In casa | In casa | In casa | In casa | In trasferta | In trasferta | In trasferta | In trasferta | In trasferta | Totale | Totale | Totale | Totale | Totale | Totale |
| Competizione | Punti | G       | V       | P       | Ptf     | Pts     | G            | V            | P            | Ptf          | Pts          | G      | V      | P      | Ptf    | Pts    | Diff.  |
| ------------ | ----- | ------- | ------- | ------- | ------- | ------- | ------------ | ------------ | ------------ | ------------ | ------------ | ------ | ------ | ------ | ------ | ------ | ------ |
| Serie A2     | 14    | 14      | 3       | 11      | 915     | 994     | 14           | 4            | 10           | 842          | 939          | 28     | 7      | 21     | 1757   | 1933   | -176   |